# ساتوشی اوکورا
ساتوشی اوکورا (انگلیسی: Satoshi Okura؛ زادهٔ ۲۲ مهٔ ۱۹۶۹) بازیکن فوتبال اهل ژاپن است.
از باشگاه‌هایی که در آن بازی کرده‌است می‌توان به باشگاه فوتبال جوبیلو ایواتا و باشگاه فوتبال کاشیوا ریسول اشاره کرد.